# Serdica (Słowenia)
Serdica – wieś w Słowenii, w gminie Rogašovci. W 2018 roku liczyła 550 mieszkańców.